# Desmiphora cirrosa
Desmiphora cirrosa är en skalbaggsart som beskrevs av Wilhelm Ferdinand Erichson 1847. Desmiphora cirrosa ingår i släktet Desmiphora och familjen långhorningar.
Artens utbredningsområde är:
- Costa Rica.
- Guatemala.
- Guyana.
- Honduras.
- Panama.

Inga underarter finns listade i Catalogue of Life.